# 日南社 (大字)
日南社，是臺灣臺中市大甲區的一個傳統地域名稱，位於該區北半葉的東部。相較於今日行政區，其範圍大致為幸福里不含東南部邊界地帶，以及苗栗縣苑裡鎮玉田里西南端。

## 歷史
台灣清治末期，日南社地區為一街庄，稱為「日南社庄」，隸屬於苗栗三堡。該庄北及東與山柑庄、社苓庄為鄰，南及西南與廍仔庄、九張犁庄為鄰，西北邊為日南庄。
1901年（日明治三十四年）11月，全台廢縣廳改設二十廳，該庄隸屬於苗栗廳。1903年（明治三十六年）6月，該庄編入「五里牌區」，仍隸屬於苗栗廳。1909年（明治四十二年）10月，全台二十廳合併為十二廳，苗栗廳廢止，五里牌區改隸屬於臺中廳。1920年（大正九年），全台地方制度大改正，該庄改制為「日南社」大字，隸屬於臺中州大甲郡大甲庄。1933年，大甲庄升格為大甲街。
戰後大甲街改制為大甲鎮，隸屬於臺中縣，大字亦改制為里。1950年10月，中、彰、投分治，大甲鎮隸屬不變。2010年12月，隨著臺中縣、市合併為直轄臺中市，大甲鎮改制為大甲區。

## 聚落
本地區發展較早的聚落為日南社，在日治期初期的官方地圖上已有記載。此外，本地區尚有繆厝庄、三張犁、後壁溪等聚落。

## 交通
台鐵海線大致以北北西—南南東走向轉北北東—南南西走向經過日南社地區最西端，境內並未設站。北側較近的是苑裡車站，屬三等站，但除少數自強號班次未停靠外，其餘各級列車均有停靠，整體業務量超出三等站的評估標準；南側較近的是日南車站，屬甲種簡易站，僅停靠區間車。此此等可前往台鐵沿線各站。
國道3號又稱「福爾摩沙高速公路」，是貫穿台灣西部的兩條縱向高速公路之一，大致以北北東—南南西走向經過本地區中部偏西地帶，並於北側邊界外緣與縣道140號交會處設有苑裡交流道，由此可快速前往台灣西部各地。
省道台1線（經國路）又稱「縱貫公路」，是台北至屏東楓港的台灣西部傳統平面幹道，大致以北北西—南南東走向轉縱向經過本地區西部邊界地帶。由該道路向北北西東轉北可前往苑裡、通霄、後龍、頭份、新竹等地，向南轉南南西可前往大甲市區、清水、梧棲、龍井、大肚、彰化等地。
縣道121號（長安路）是通霄至日南的道路，大致以東北－西南走向蜿蜒經過本地區中部偏西地帶，並穿越國道3號高架橋下。由該道路向東北可前往繞經山區前往通霄，向西南可前往台鐵日南車站一帶並止於省道台1線。
縣道140號有「苗栗縣南橫公路」的稱號，是南房至卓蘭的道路，大致以西北—東南走向經過本地區北部邊界外緣地帶。由該道路向西北可經省道台1線路口後前往山柑地區西北端並止於省道台61線路口，往東南可前往三義、卓蘭的大安溪北岸地帶並止於白布帆附近的鄉道中47線路口。
區道中4線（東明路）是日南至六股的道路，其西側端點位於本地區中部偏西的縣道121號路口。由此向東南轉東穿越國道1號路橋下後轉東南，至近東部邊界處轉南出境後，可前往六股並止於區道中6線（堤防道路）路口。
區道中5線（黎明路、中山路二段）是虎尾寮至日南的道路，大致以西北—東南走向轉縱向田本地區進入邊界地帶，轉西南沿邊界而行，至中山路二段轉東南進入境內，再轉南後離境。由該道路西北側端點向西北可穿越幼獅工業區前往虎尾寮並止於省道台1線路口；由南側端點向南可前往九張犁地區的台鐵日南車站前並止於區道中3線路口。

## 學校
- 日南國小
- 東明國小